# Защита от дурака
Защи́та от дурака́ — защита предметов пользования (в особенности, техники), программного обеспечения и т. п. от очевидно неверных действий человека, как при пользовании, так и при техническом обслуживании или изготовлении. Концепция была формализована в 1960-х Сигэо Синго, японским инженером-производственником, который в своё время создал производственную систему Toyota.
Примеры

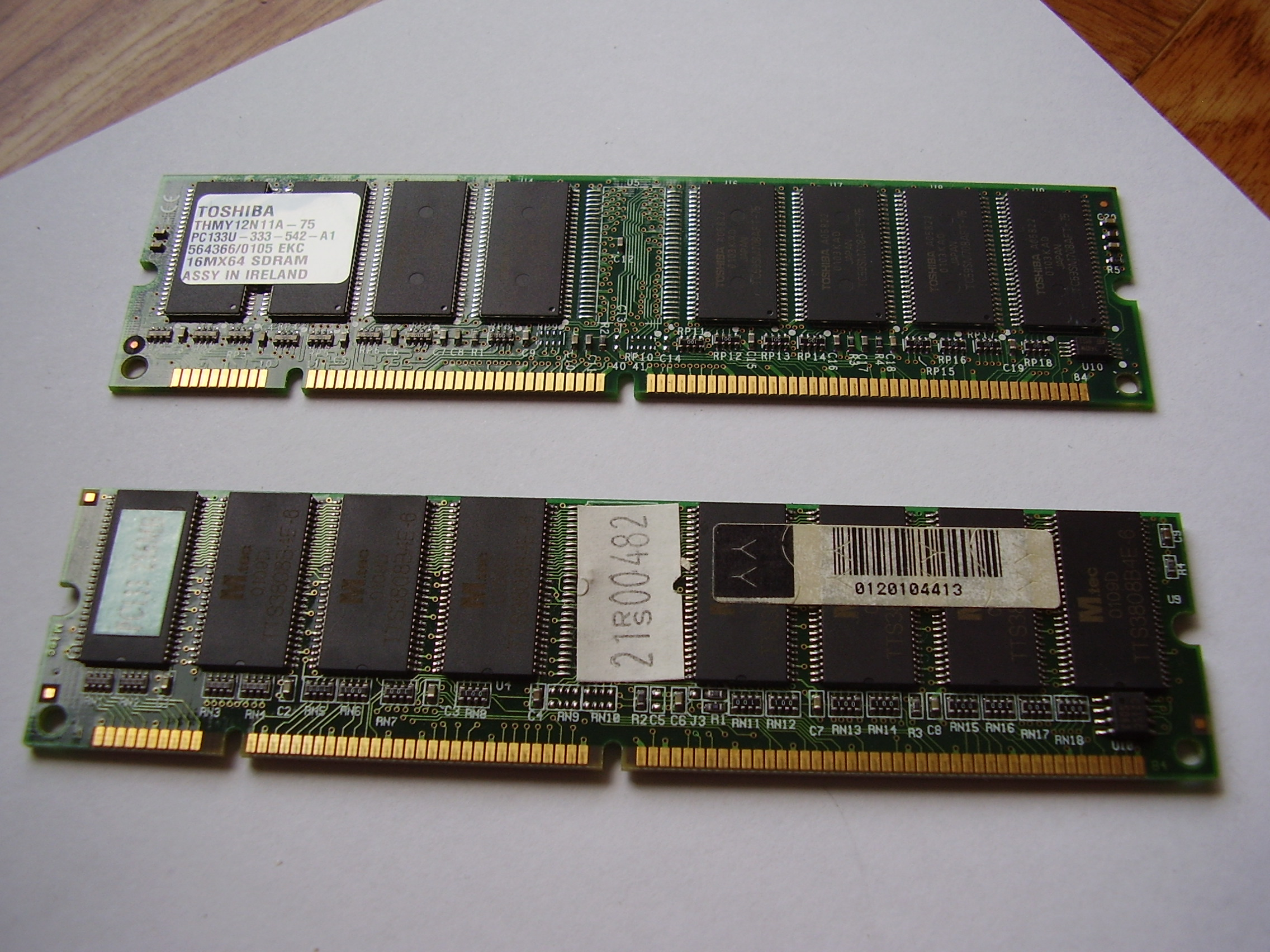
Защита от дурака: расположенные на разных расстояниях выемки (ключи) в разъёмах модулей DIMM соответствуют выступам в слотах материнской платы, что физически не даёт возможности вставить в слот модуль неподходящего типа или вставить его наоборот

- ванны и раковины зачастую содержат отверстия перелива, расположенные вблизи их верхней кромки и предотвращающие переполнение резервуара водой;
- форма разъёмов на материнской плате компьютера не позволяет неправильно установить на неё процессор (или установить несовместимый процессор), модули ОЗУ, подключить не той стороной разъёмы блока питания, жёстких дисков, твердотельных накопителей, дисковода и вентиляторов;
- при поднятых токосъёмниках дверь в камеру с высоковольтным оборудованием электровоза автоматически блокируется электромагнитным замком;
- контроль данных, вводимых пользователем, на соответствие допустимому типу, диапазону значений, общей длине и т. п. для данной операции, а также пресечение попыток нарушить работу системы путём ввода заведомо неверной информации;
- форма штекера и ответного гнезда разъёма не даёт соединить их неправильно;
- детали сборных агрегатов (например, кухонных комбайнов) проектируются таким образом, чтобы не допустить случайную неправильную сборку (вставка их не той стороной, не в той последовательности и т. п.);
- добавляется блокировка — система не включается, не срабатывает или автоматически отключается в опасном положении: со снятым защитным кожухом, в неправильном положении, с рабочим органом (стволом), направленным на себя или «друзей», при наличии в рабочей зоне людей или любых посторонних объектов. Для этого в устройство добавляются разнообразные датчики и автоматика отключения. Простейший пример — защита от опрокидывания во всех бытовых электрических обогревателях, которая, в то же время, не даст его включить в неправильном положении; или защитный диод в приборах, работающих от постоянного тока: на нагрузку не пойдёт ток, если полярность перепутана;
- электроника автомобиля при запуске двигателя проверяет положение рычага переключения передач, а в некоторых ещё и пристегнутость ремня безопасности;
- педаль газа автобуса блокируется при открытой двери;
- многие станки имеют целый ряд уровней защиты: датчики, подающие сигнал, что деталь закреплена неправильно или что не закрыт защитный кожух; кнопки, которые необходимо постоянно держать нажатыми (зачастую они ещё и находятся на таком расстоянии, что нажать обе одной рукой невозможно).

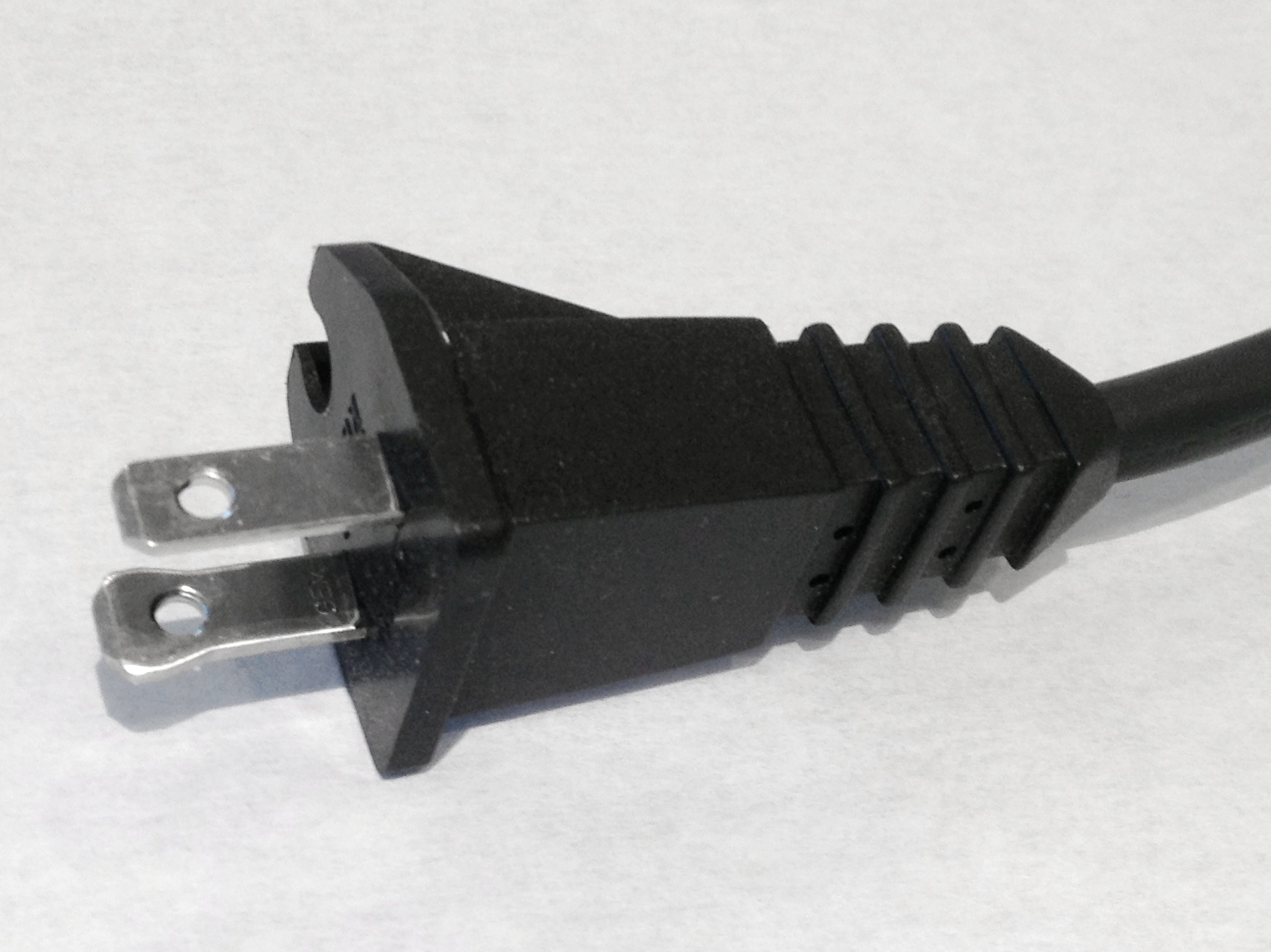
Более широкий нейтральный контакт вилки NEMA 1-15P не позволяет вставить её в розетку «не той стороной»

Способы защиты от дурака делятся на уровни (по возрастанию эффективности):
- 1-й уровень — обнаружение несоответствий продукции (система обнаруживает несоответствующую деталь, но не отбрасывает её);
- 2-й уровень — недопущение несоответствия (исключается возможность обработать несоответствующую деталь на следующей операции);
- 3-й уровень — конструкционная защита (пример — изделие имеет такую конструкцию, что установить или собрать его непредусмотренным образом невозможно).

## Терминология
Во многих языках защита от дурака называется заимствованным японским выражением пока-ёкэ (ポカヨケ) — «защита от ошибки». Употребляется также созвучное выражение бака-ёкэ (馬鹿ヨケ) — «защита от дурака». Так, в английском языке употребляется заимствованное существительное пока-ёкэ (poka-yoke) или эквивалентное английское выражение mistake-proofing (букв. «защита от ошибки») или idiot proof (букв. «защита от идиота»), прилагательное foolproof (букв. «непроницаемый для дурака» или «устойчивый против дурака»), которое появилось не позже 1902 года.
В утратившем силу советском ГОСТ 27.002-89 «Надежность в технике. Основные понятия. Термины и определения» в поясняющем приложении было прямое упоминание термина «foolproof» как одного из показателей надёжности человеко-машинных систем: «Границ понятия „надёжность“ не изменяет следующее определение: надёжность — свойство объекта сохранять во времени способность к выполнению требуемых функций в заданных режимах и условиях применения, технического обслуживания, хранения и транспортирования. Это определение применяют тогда, когда параметрическое описание нецелесообразно (например для простейших объектов, работоспособность которых характеризуется по типу „да-нет“) или невозможно (например для систем „машина-оператор“, то есть таких систем, не все свойства которых могут быть охарактеризованы количественно). … Для характеристики отказоустойчивости по отношению к человеческим ошибкам в последнее время начали употреблять термин fool-proof concept.». В пришедшем ему на смену ГОСТ 27.002-2015 «Надёжность в технике (ССНТ). Термины и определения» это пояснение было удалено.
В русском языке «защита от дурака» впервые встречается в книге «Одноэтажная Америка» (1936, гл. 12) Ильи Ильфа и Евгения Петрова как перевод «foolproof».